# Philoros rubriceps
Philoros rubriceps är en fjärilsart som beskrevs av Walker 1854. Philoros rubriceps ingår i släktet Philoros och familjen björnspinnare. Inga underarter finns listade i Catalogue of Life.